# L'Attentat
L'Attentat is een Frans-Italiaans-West-Duitse film van Yves Boisset die werd uitgebracht in 1972. 
Deze politieke thriller is een reconstructie van de zaak Mehdi Ben Barka, van de moord op / de verdwijning van deze Marokkaanse politicus en oppositieleider.

## Verhaal
Sadiel is een vooruitstrevende oppositieleider van een niet nader genoemd Arabisch land. Hij heeft zich in Genève gevestigd om te ontkomen aan het autoritair regime van zijn land. Gezien zijn populariteit blijft hij echter een bedreiging vormen voor het regime. De Franse en Amerikaanse inlichtingendiensten werken samen een complot uit om Sadiel voor een internationaal televisiedebat naar Parijs te lokken ten einde hem uit de weg te ruimen. 

## Rolverdeling
| Acteur                 | Personage                        |
| ---------------------- | -------------------------------- |
| Jean-Louis Trintignant | François Darien                  |
| Michel Piccoli         | kolonel Kassar                   |
| Jean Seberg            | Edith Lemoine                    |
| Gian Maria Volonté     | Sadiel                           |
| Michel Bouquet         | meester Lempereur                |
| Bruno Cremer           | meester Michel Vigneau           |
| Daniel Ivernel         | Antoine Aconetti                 |
| Philippe Noiret        | Pierre Garcin                    |
| François Périer        | commissaris René Rouannat        |
| Roy Scheider           | Michael Howard                   |
| Karin Schubert         | Sabine                           |
| Nigel Davenport        | een verantwoordelijke van de CIA |
| Jean Bouise            | een hooggeplaatste politieman    |
| Jacques François       | Lestienne                        |